# آلیتیامین
آلیتیامین (تیامین آلیل دی‌سولفید یا TAD) نوعی ویتامین B۱ محلول در لیپید است که در دهه ۱۹۵۰ همراه با همولوگ آن پروسولتیامین در سیر (Allium sativum) کشف شد. بررسی‌ها نشان داده‌اند که هر دو از نظر توانایی در درمان سندرم ورنیکه-کورساکوف و بیماری بری‌بری بهتر از تیامین عمل می‌کنند.